# 青大附院西海岸院区站
青大附院西海岸院区站是青岛地铁6号线的地铁车站，位于中华人民共和国山东省青岛市黄岛区奋进路与齐长城路交叉口南侧，于2024年4月26日开通。

## 车站结构
青大附院西海岸院区站位于奋进路与齐长城路交叉口南侧，沿奋进路设置，呈南北走向，为地下两层岛式站台车站，车站长253.4米，宽19.5米，车站地下一层为站厅层，地下二层为站台层，站台设置全高站台门。车站北侧设有两条存车线。
| 地面              | 出入口 | A1、A2、B、C出入口                                                                                              |
| 地下一层          | 站厅   | 客服中心、自动售票机、验票机                                                                                    |
| 地下二层          | 站台   | \| \| \| 6号线往横云山路（港头） \| \| 島式 · 開左邊车门 \| \| \| \| \| \| 6号线往灵山湾（扒山（滨海学院）） \| |
|                   |        | 6号线往横云山路（港头）                                                                                         |
| 島式 · 開左邊车门 |        | |
|                   |        | 6号线往灵山湾（扒山（滨海学院））                                                                               |

## 出入口
青大附院西海岸院区站共设4个出入口，各出口及周围设施如下所示：
| 编号                    | 指示                       | 建议前往的目的地             | 图片 |
| ----------------------- | -------------------------- | ---------------------------- | ---- |
| A · 1 · 出口 · （设有） | 奋进路(西)                 | 青岛大学附属医院西海岸院区   |      |
| A · 2 · 出口            | 奋进路(西)，齐长城路(南)   | 齐长城徐山文化公园           |      |
| B · 出口                | 奋进路(东)，齐长城路(南)   |                              |      |
| C · 出口                | 奋进路(东)，玉地山二路(南) | 青岛西海岸新区奋进路初级中学 |      |
| 图例： 设有             |                            |                              |      |

## 接驳交通

### 公交车
- 青大附院西海岸院区东门：黄岛41路，黄岛46路，黄岛52路，黄岛58路，隧道1路
- 青大附院西海岸院区北门①：黄岛55路，黄岛6路，黄岛6路驾柳，黄岛6路珠山景区线

## 车站历史
本站工程名为青医西院区站，正式站名为青大附院西海岸院区站，以车站附近的青大附院西海岸院区命名。
- 2022年8月19日，车站主体结构封顶[4]。
- 2024年4月26日，车站随6号线一期通车开通[1]。